# Ducat de Pomerània
El Ducat de Pomerània és un conjunt de principats feudals que van aparèixer al segle XI i van existir durant uns cinc segles com a possessió patrimonial de la dinastia Greifen, però rarament gestionada per un sol home.
De fet, el ducat s'ha dividit sovint entre diferents llinatges de la família Greifen: Szczecin, Wolgast, Barth, Darłowo, Demmin, Słupsk i Stargard Szczeciński. Segons els temps, era vassall de Polònia, Dinamarca, o el Sant Imperi, més particularment de Saxònia o de Brandenburg.
Malgrat els trastorns polítics de la seva història, la seva ubicació correspon a la de l'actual regió geogràfica de Pomerània (en polonès: Pomorze; en alemany: Pommern), situat a banda i banda de l'estuari de l'Oder, des del riu Recknitz a l'oest fins al delta del Vístula a l'est, del qual s'originen els actuals districtes electorals, a Alemanya: el districte de la Pomerània anterior o occidental (Estat federat alemany de Mecklenburg-Pomerània Occidental), a Polònia: el Voivodat de Pomerània Occidental i la part occidental del Voivodat de Pomerània.

## Visió general
Pomerània es va dividir originalment en diversos ducats, els contorns geogràfics i el destí polític dels quals van patir els capricis de les successions i de les unions principesques. Els ducs regnants eren de la dinastia Greifen, en polonès Gryfuci); el seu nom està relacionat amb l'elecció del grifó com a animal heràldic. Els ducats, els noms dels quals acompanyen el títol dels ducs que els governaven, eren:
- el Ducat de Barth (1372-1451);
- el Ducat de Pomerània - Demmin (vers 1170–1264);
- el Ducat de Pomerània - Szczecin (vers 1170 / 1295–1464 i 1532 / 41–1625 / 37);
- el Ducat de Pomerània- Wolgast (1295–1474 / 8 i 1532 / 41–1625 / 37);
- el ducat de Pomerània- Słupsk (1368-1459).

Des del 1140, aquests territoris estaven sota l'autoritat religiosa d'un principat eclesiàstic, la diòcesi de Pomerània. La capital de la diòcesi va ser primer, aproximadament de 1140 a 1150-55, la ciutat de Wolin, després va ser Usedom i finalment Kamień Pomorski després de 1178 (diocèsi de Cammin). Amb la reforma, va perdre la seva autoritat i, després de l'elecció del príncep Joan Frederic, el feu temporal dels bisbes de Kamień Pomorski va ser confiscat i annexionat el 1556 al domini hereditari de la dinastia Greifen, i va romandre allà fins a l'extinció de la línia. El principat de Rügen, conquerit el 1325 pels Greifen, pertanyia a les diòcesis de Schwerin (component continental) i Roskilde (per a l'illa de Rügen).

## Història detallada

### Orígens i inicis del Ducat de Pomerània
Cap al 995 el duc Boleslau I de Polònia havia conquerit les terres a l'est de l'Òder; però durant les guerres a Polònia entre el 1005 i el 1013, Pomerània va recuperar la seva independència. Els primers intents d'evangelitzar aquesta regió havien fracassat fins aleshores. S'havia creat un bisbat a Kołobrzeg, però va ser destruït pocs anys després per les poblacions paganes locals que van rebutjar la cristianització.
El conflicte a foc lent des del 1042, el rei Casimir I de Polònia, el príncep Siemomysł Pomeranian, va ser sotmès el 1046 a l'arbitratge de l'emperador Enric III i va concloure un tractat de no-agressió; però quan Casimir va marxar sobre Mazovia el 1047, Siemomysl va incomplir la seva promesa i va enviar reforços sense èxit per donar suport a Miecław de Mazovia. Casimir s'apodera no només de Mazovia, sinó també de la Pomerània Oriental, i Siemomysł es veu obligat a pagar un homenatge de vassallatge a Casimir I El seu successor, Boleslau II de Polònia, va perdre el control de Pomerània, que va recuperar la seva independència.
El primer registre escrit dels monarques de Pomerània es remunta al 1046. Esmenta Zemuzil dux Bomeranorum (Siemomysl, duc dels pomeranis). La crònica de Gallus Anonymus (principis del XII segle) cita diversos ducs pomeranians: Swantibor, Gniewomir i un tercer duc del qual no es coneix el nom i que tenia el seu escó a Kołobrzeg.
Hi va haver fins al 1100 diversos ducs de Pomerània, però l'absència de fonts no permet rastrejar el seu llinatge.: l'arbre genealògic dels prínceps de Greifen, elaborat als segles xvi i xvii. Evoca un Svantibor, sense vincular-lo clarament a altres Greifen, i el mateix passa amb els altres senyors de principis del segle xii citat a fonts (especialment cròniques poloneses). I és per això que els germans Warcisław I i Racibor I ara es consideren generalment els primers ducs hereditaris de la línia de Greifen.
Després de tres campanyes militars (1116, 1119 i 1121), Pomerània fou reconquerida per Boleslau III de Polònia. Es divideix en quatre regions:
- Pomerània Oriental (amb Gdańsk) sota el control directe de Polònia que nomena els governadors;
- Pomerània Central (amb Słupsk i Sławno) es converteix en un Feu polonès governat pel duc Racibor I;
- Voivodat de Pomerània Occidental (amb Kamien Pomorski, Kołobrzeg i Białogard) es converteix en un feu polonès governat pel duc Warcislaw I;
- Szczecin i Wolin, de població alemanya, van obtenir una gran autonomia mentre es mantenien els feus polonesos.

El 1121, Warcisław I es va convertir en vassall del rei polonès Boleslau III de Polònia. Boleslas pretenia establir la seva autoritat sobre Pomerània mitjançant l'evangelització d'aquest país. Les primeres missions, realitzades per un prelat espanyol, van fracassar. Després el maig de 1124 Otó de Bamberg va deixar Gniezno per als seus primers viatges missioners, cosa que el va portar a Cammin i Szczecin per Pyritz. Va tornar per primera vegada a Gnesne el febrer de 1125. Va tornar a fundar una altra missió Demmin i Usedom el 1128. A la mort del duc Warcisław I, el seu fill Casimir i Bogusław es van dividir donant a llum a finals del segle xii el país a Pomerania-Demmin i Pomerania-Szczecin. Bogusław I va ser elevat al rang de Príncep Imperial com a duc de Slavia a la dieta de Lübeck el 1181; no obstant això, ja el 1185, es va haver de sotmetre a la corona danesa i no va ser fins a la batalla de Bornhöved (1227) que el ducat de Pomerània va recuperar la seva independència. Però la seva immediatesa imperial va ser contestada. Només mentrestant, el títol va recaure en la Casa d'Ascània de Brandenburg,als quals l'emperador Frederic II va concedir el 1231 el ducat de Pomerània. Aquests van exigir la vassallització de Pomerània i la van imposar pels tractats de Kremmen (1236) i Landin (1250), obtenint al mateix temps noves terres, entre d'altres, la fortalesa de Stargard i la Marxa dels Ucker.
Dinamarca va conquistar l'illa de Rügen el 1168 i el governant local va donar a llum la dinastia dels ducs de Rügen, vassalls de Dinamarca.
Els successors de Racíbor I governaren el Ducat de Pomerània Central fins al 1238. Posteriorment, els ducs de la Pomerània anterior, Pomerània Oriental, Rügen i Brandenburg van lluitar per la regió.

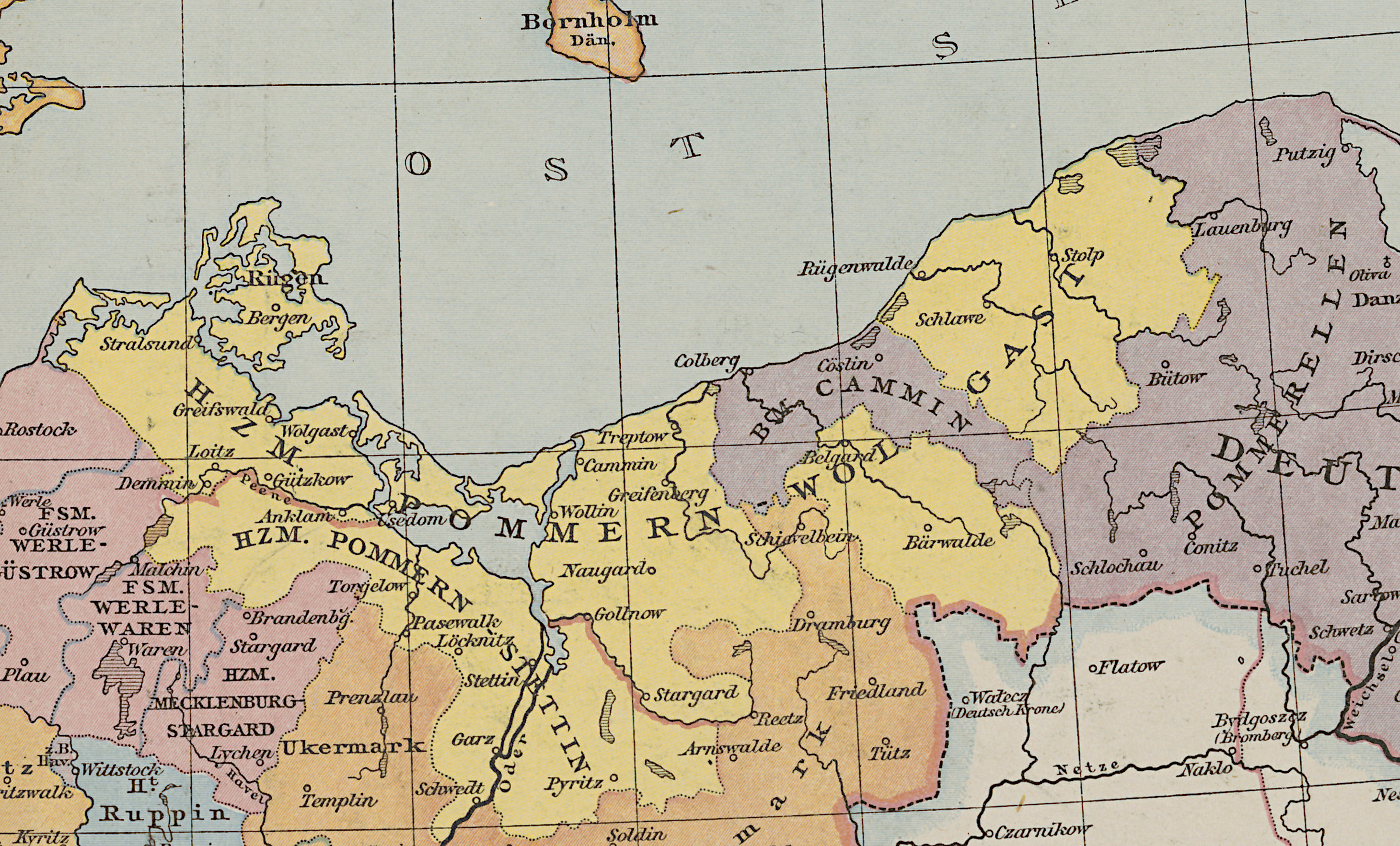
Cap a l'any 1400: Pomerania (taronja brillant), dividida per la fina línia vermella a Pomerania-Stettin al sud i Pomerania-Wolgast al nord. Adjacent a l'oest hi ha Mecklenburg (porpra), i a l'est el Hochstift de Cammin i Pomerèlia (porpra). Al sud, la Marcgraviat de Brandenburg (taronja fosc).

Fins al 1294, els governadors de Pomerèlia van obtenir gradualment cada vegada més poder per convertir-se en ducs cada vegada més independents, al seu torn vassalls de Polònia o Dinamarca. El ducat es va trencar temporalment en diversos districtes: Gdańsk, Białogard, Świecie i Lubieszewo-Tczew. Després de l'extinció dels Samborides, dinastia regnant a Pomerània Oriental o Pomerelia, va començar la Guerra de Successió Pomereliana (1295-1309). Per l'acord de Soldin de 1309 Pomerelia es va dividir entre la Prússia dels cavallers teutònics (la major part de Pomerelia) i Brandenburg, rebent la senyoria de Schlawe-Stolpe (avui el país al voltant de Słupsk (Stolp) i Sławno (Schlawe)). Brandenburg va perdre aquesta senyoria el 1317 contra Wartislaw IV de Pomerània-Wolgast
El 1325, el ducat de Rügen va ser absorbit per Pomerania-Wolgast. Després de la guerra Pomerània-Brandenburg (1329-1333) victoriosa per Pomerània-Stettin, l'emperador Lluís IV va confirmar la seva immediatesa imperial el 1338, reconfirmada pel seu successor Carles IV el 1348. Finalment, 150 anys després, el duc Bogisław X, aconsegueix reunificar sota el seu ceptre tota Pomerània, i acabarà durant dos segles de divisió.

### Evolució dels principals ducats

#### El Ducat de Pomerània-Demmin
Casimir I de Demmin, el 1170, va ser el primer duc d'aquella regió. La seva línia va desaparèixer prou aviat, amb la mort el 17 de maig de 1264 del duc Warcisław III de Pomerània, cosí de Bogusław I. Wartisław II havia perdut el 1236 la Circipània a l'oest de Demmin, conquerida pels prínceps de Mecklenburg i el mateix any va haver de cedir a Brandenburg el feu de Stargard, adquirit per Enric II de Mecklenburg com a dot de la seva esposa Beatriu de Brandenburg el 1292, més tard es convertí en el ducat de Mecklenburg-Strelitz el 1701. Aquestes dècades marquen el començament de la colonització de germanòfons a l'Europa de l'Est.

#### El Ducat de Pomerània-Szczecin

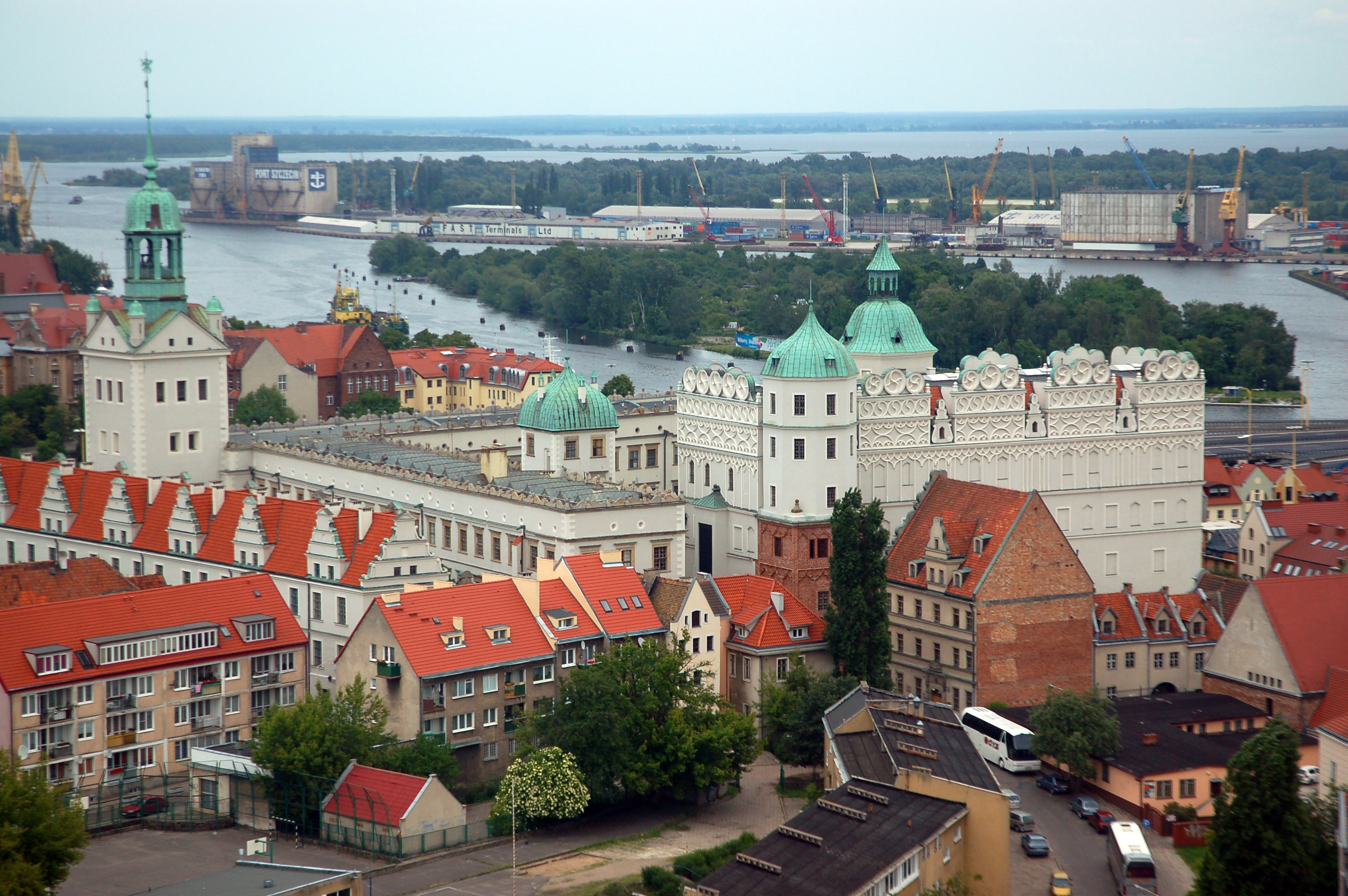
Castell Ducal de Szczecin

Bogislaw I que s'havia casat amb Anastasia Poland, filla de Miecislau III de Polònia, governava Pomerania-Stettin o Szczecin. El seu cosí Barnim I, va deixar el 1230 els colons alemanys per establir-se a la seva terra i van néixer així diverses ciutats que van adoptar la Llei de Lübeck. Pel tractat de Landin, el 1250 va haver de cedir la Marxa de l'Ucker, fins aleshores pomerània, a Brandenburg. A la mort de Wartislaw III el 1264, el ducat va caure en mans de Barnim. A la prematura mort del seu germanastre Barnim II el 1295, els seus fills Bogislaw IV i Othon Ist van compartir el ducat a Pomerania-Wolgast (que va anar a Bogislaw IV) i Pomerania-Stettin (per a Othon Ist). Així, però, es va conservar la continuïtat dinàstica sobre el ducat.

#### El Ducat de Pomerània-Wolgast

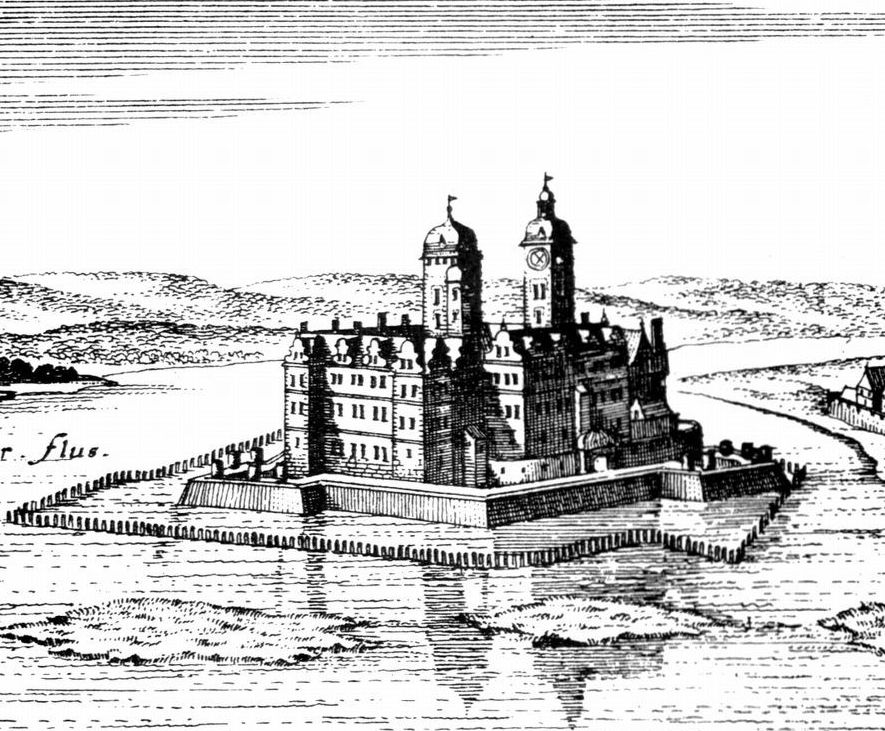
Castell Ducal de Wolgast, 1652 (destruït el 1820)

El Ducat de Pomerània-Wolgast va ser fundat el 1295 per Bogislaw IV. El seu fill Wartislaw IV de Pomerania-Wolgast va obtenir el 1317 la senyoria de Schlawe-Stolp després de la divisió de Pomerelia posseïda per la dinastia (extingida el 1295) dels Samborides. A la mort del príncep Wislaw III de Rügen el 1325, el Principat de Rügen va caure en mans de Pomerània-Wolgast. Entre 1368 i 1372, Pomerània-Wolgast es va dividir al seu torn en Pomerània posterior, herència de Bogislaw V, i Pomerania Occidental, que va anar als fills de Barnim IV, el germà de Bogislaw V. L'últim germà, Wartislaw V va obtenir primer com a compensació or, abans d'heretar el 1372 de Neustettin; va morir sense fills, la seva propietat va tornar al duc de Pomerània-Wolgast.
L'any 1456 va estar marcat per la fundació de la Universitat de Greifswald. Els dos ducats es van reunir de manera efímera sota el ceptre de Bogislaw X, entre 1478 i 1523. Durant la reforma, Johannes Bugenhagen va convertir tot el ducat a la nova fe, tal com es va decidir a la dieta pomeraniana de Treptow el 1534.
Warcisław IX de Pomerània va morir el 1457. Els seus fills Warcislaw X i Eric II comparteixen el ducat: Warcislaw és corregent a Rügen i Barth, i Eric el succeeix a Wolgast. El 1459, Eric, com a marit de l'hereva Sofia de Pomerània-Stolp, es va convertir en duc de Stolp (Słupsk) i de Sławno. Després cedeix Wolgast al seu germà Warcislaw X. El 1464, després de la mort de la plaga d'Otó III de Pomerània, Eric es converteix en duc a Szczecin, malgrat l'oposició de Frederic II de Brandenburg durant la guerra de Successió de Stettin. El 1472, al tractat de Prenzlau que posava fi a la guerra de Successió, Albert III Aquil·les de Brandenburg, fill de Frederic II, va aconseguir que els ducs Eric II i Warcisław X de Pomerània reconeguessin per Pomerània el vincle de vassallatge amb Brandenburg, conferit per Felip de Suàbia el 1198 però des de llavors contestat. Eric regna a Stettin fins a la seva mort. El seu germà Warcislaw X el va succeir fins a la seva mort el 1478.
El 1474 Bogusław X de Pomerània, fill d'Eric II, duc de Szczecin, va heretar Pomerània-Stettin o Central i a la mort del seu oncle Warcisław X també va rebre la Pomerània anterior. Per primera vegada en dos-cents anys, Pomerània està governada per un home, però en un vincle de vassallatge amb Brandenburg.
El 1493, Bogusław, amb el tractat de Pyritz, es deslliura del vincle de vassallatge que el lliga a Brandenburg, però a canvi ha de reconèixer l'herència de Pomerània a la Dinastia dels Hohenzollern en cas de desaparició de la Casa Ducal. Aleshores, el 1497, a Innsbruck, l'emperador Maximilià I del Sacre Imperi Romanogermànic, va reconèixer oficialment la Pomerània com a feu imperial, com originalment l'emperador Frederic Barbarossa el 1181,confirmat pels seus successors Carles IV el 1348 i Frederic III el 1466, llavors com a principat a la Dieta de Worms, el 1521. Viatjarà personalment a la dieta de Nuremberg el 1523 per defensar els drets de Pomerània contra les ambicions de Brandenburg. Brandenburg va renunciar al seu suposat vincle de vassallatge amb el Tractat de Grimnitz el 1529, confirmant l'herència pomeraniana als Hohenzollern en cas d'extinció dels Griffins.
Felip I de Pomerània, únic fill supervivent del duc Jordi I, accedeix al govern de Stettin a l'edat de setze anys després de la mort del seu pare el 1531. El 21 d'octubre de 1532, amb el seu oncle Barnim IX, comparteix Pomerania i rep Pomerania-Wolgast (coneguda com Pomerania anterior [Vorpommern]). Aquesta divisió, prevista inicialment per a nou anys, fou confirmada el 1541.

#### El Ducat de Pomerània-Stolp
Al final de l'acord del 15 de maig de 1368 a Anklam i confirmat el 8 de juny de 1372 amb el tractat de Stargard, es va assignar a Bogislaw V un ducat de Pomerània-Stolp format pels territoris a l'est de Świna. El 1374 van prendre el relleu els fills de Bogislaw, Casimir IV († 1377), Barnim V i Bogislaw VIII. La vídua de Bogislaw VIII, Sofia d'Holstein, va assegurar la regència del 1418 al 1425 i el seu fill Bogislaw IX († 1446) va governar el país. Aleshores (el 1446), el rei Eric I tornar a Rügenwalde i es va establir com a duc de Pomerània-Stolp. El seu fill Eric II es va convertir al seu torn en duc de Pomerània-Wolgast el 1459, mentre regnava sobre el senyoriu de Rügenwalde-Stolp.
Finalment, el fill d'Eric II († 1474), Bogisław X de Pomerània, va aconseguir reunir tota Pomerània sota el seu ceptre i va posar fi a la divisió durant dos segles.

### La fi de la independència (segles XVII i XVIII)
Al començament de la Guerra dels Trenta Anys, el 1630, Pomerània es va convertir en un aliat de l'Imperi Suec, però el 1637, Bogislaw XIV va morir sense hereu i, fins a la Pau de Westfàlia, el 1648, el país va ser administrat per Suècia, malgrat la sol·licitud d'herència de Brandenburg, abans de ser compartit definitivament, després del Tractat de Stettin de 1653, entre la posterior Pomerània que, convertida en la província de Pomerània (1653-1815), va passar a mans de Brandenburg-Prússia i la Pomerània sueca. Les dues particions de Pomerània van continuar sent territoris d'immediatesa imperial, governades en unió personal per dues dinasties estrangeres, les de Brandenburg i Suècia. A la Dieta Imperial, els caps de les dues dinasties van votar com a ducs de Pomerània.
Al final de la Gran Guerra del Nord (1700-1721), els territoris de la Pomerània anterior (Antiga Pomerània anterior) situats al sud del Peene van caure en mans del Regne de Prússia, que a més va obtenir la resta de territoris suecs de la Pomerània anterior (Nova Pomerània anterior) al final del Congrés de Viena el 1815. Després de la caiguda del Sant Imperi el 1806 la Província de Pomerània (1815-1945), el mateix Brandenburg i altres territoris de Hohenzollern es van convertir en províncies d'un regne prussià integrat. Fins al 1945, la Pomerània de Brandenburg ara només seria una província de Prússia. Amb la modernització política el 1876, Pomerània, com a unitat governada des de dalt, adquireix la segona naturalesa com a col·lectivitat territorial (Provinzialverband) que es governava a si mateixa, amb el seu parlament (etiqueta provincial de Pomerània), el seu gabinet (comitè provincial; Provinzialausschuss) i el líder provincial (Landeshauptmann).